# Suicide Squad (huliganfirma)
Suicide Squad var en huliganfirma kopplad till det brittiska fotbollslaget Burnley FC. Den självpåtagna titeln kan härledas från tidigare beteende vid bortamatcher där målmedveten inblandning i våld mot överväldigande odds skulle kunna beskrivas som självmordsbenäget. Namnet blev synonymt med gruppen i början av 1980-talet och många av de ursprungliga medlemmarna är välkända hos polisen och har flera våldsdomar.
Suicide Squad upplöstes officiellt 2009 efter en högprofilerad incident med lokala rivalerna Blackburn Rovers.
Klubben och dess firma har långvariga rivaliteter med Plymouth Argyle, Stockport County, Preston North End, Blackburn Rovers, Millwall och Yeovil Town. 

## Fortsatt läsning
- Porter, Andrew (2005). Suicide Squad: The Inside Story of a Football Firm, Milo Books, ISBN 978-1-903854-46-4